# Dubianaclia extensa
Dubianaclia extensa là một loài bướm đêm thuộc phân họ Arctiinae, họ Erebidae.